# Нотр-Дам-де-Санийак
Нотр-Дам-де-Санийа́к (фр. Notre-Dame-de-Sanilhac) — коммуна во Франции, находится в регионе Аквитания. Департамент — Дордонь. Входит в состав кантона Иль-Мануар. Округ коммуны — Перигё.
Код INSEE коммуны — 24312.

## География

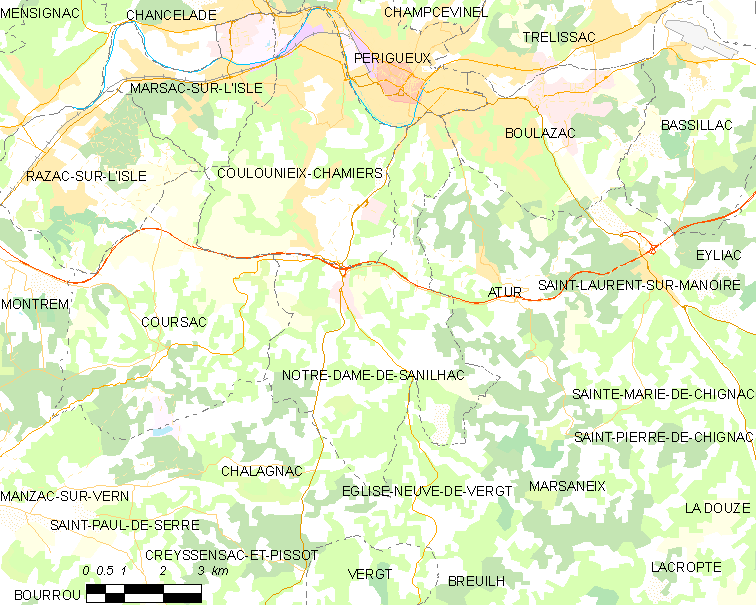
Карта коммуны

Коммуна расположена приблизительно в 440 км к югу от Парижа, в 110 км восточнее Бордо, в 8 км к югу от Перигё.

### Климат
Климат умеренный океанический со средним уровнем осадков, которые выпадают преимущественно зимой. Лето здесь долгое и тёплое, однако также довольно влажное, здесь не бывает регулярных периодов летней засухи. Средняя температура января — 5 °C, июля — 18 °C. Изредка вследствие стечения неблагоприятных погодных условий может наблюдаться непродолжительная засуха или случаются поздние заморозки. Климат меняется очень часто, как в течение сезона, так и год от года.

## Население
Население коммуны на 2010 год составляло 3059 человек.
| 1962 | 1968 | 1975 | 1982 | 1990 | 1999 | 2010 |
| ---- | ---- | ---- | ---- | ---- | ---- | ---- |
| 1760 | 1927 | 2062 | 2220 | 2577 | 2616 | 3059 |

## Администрация
| Период | Период | Фамилия              | Партия       | Примечания                 |
| ------ | ------ | -------------------- | ------------ | -------------------------- |
| 1989   | 2001   | Бернар Тёле          |              |                            |
| 2001   | 2020   | Жан-Франсуа Лареноди | Разные левые | руководитель бизнес-центра |

## Экономика
В 2010 году среди 1934 человек трудоспособного возраста (15-64 лет) 1408 были экономически активными, 526 — неактивными (показатель активности — 72,8 %, в 1999 году было 73,6 %). Из 1408 активных жителей работали 1277 человек (643 мужчины и 634 женщины), безработных было 131 (55 мужчин и 76 женщин). Среди 526 неактивных 141 человек были учениками или студентами, 261 — пенсионерами, 124 были неактивными по другим причинам.

## Фотогалерея

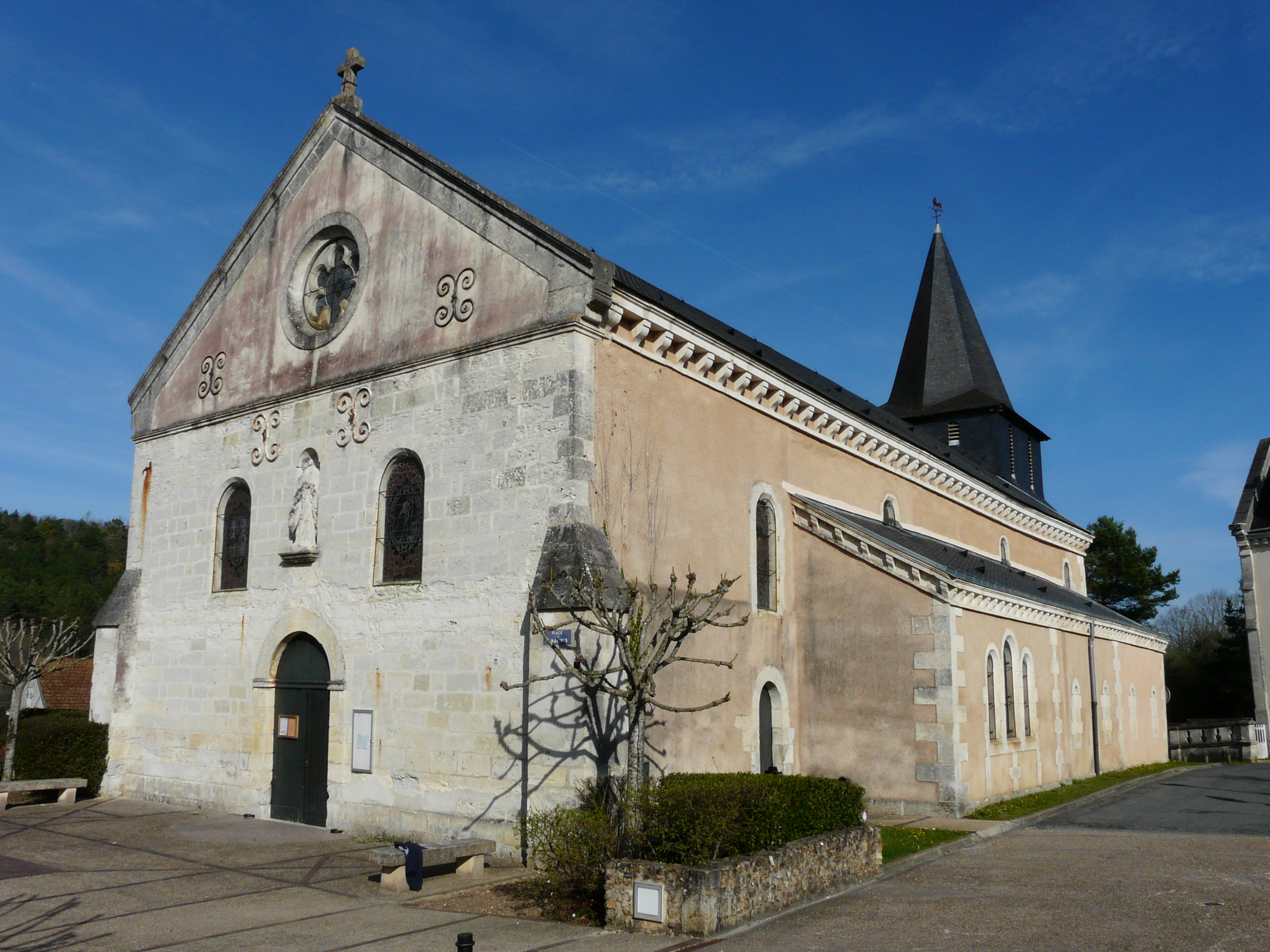
Церковь Нотр-Дам
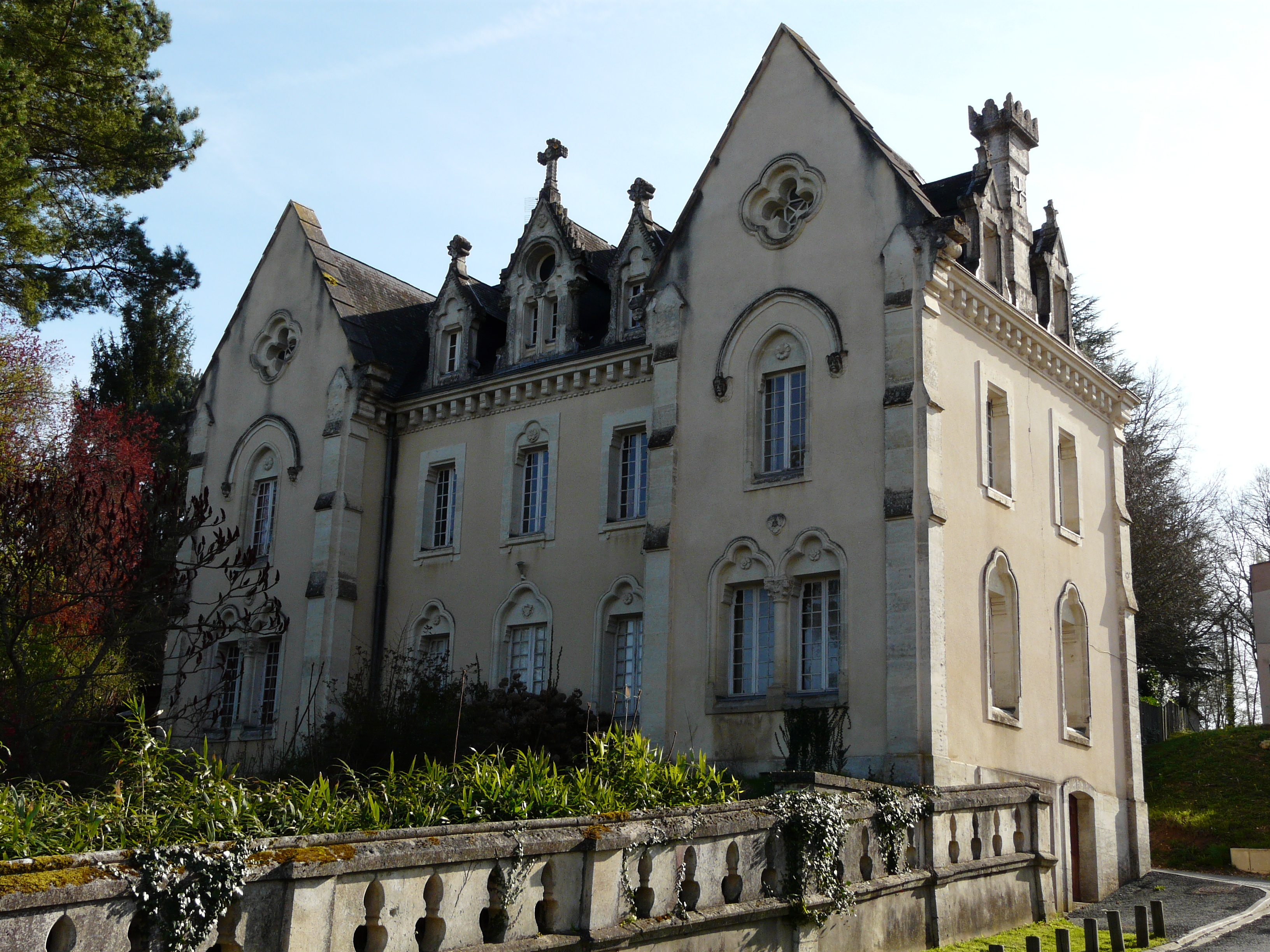
Монастырь
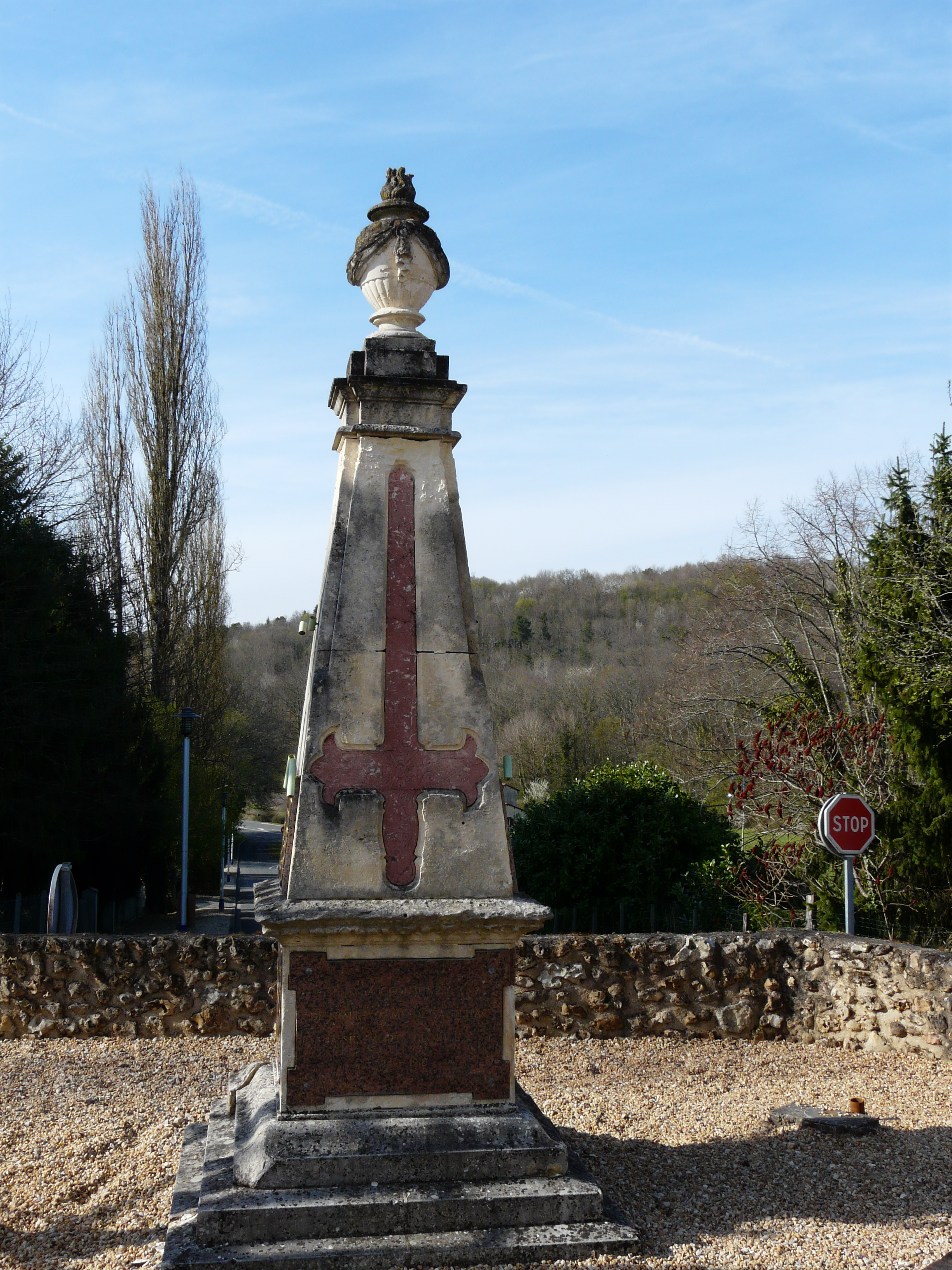
Военный мемориал